# Rahel Bänziger
Rahel Bänziger (* 1966; heimatberechtigt in Rebstein und Heiden, bürgerlich Rahel Bänziger Keel) ist eine Schweizer Politikerin (Grüne).

## Leben
Rahel Bänziger wuchs im Appenzellerland auf. Sie studierte Biochemie an der Universität Zürich und promovierte an der Universität Basel. Sie ist Mutter von zwei Töchtern und lebt in Binningen.

## Politik
Rahel Bänziger war von 2004 bis 2019 Mitglied des Einwohnerrates (Legislative) der Gemeinde Binningen. Sie war Mitglied der Bau- und Planungskommission und Fraktionspräsidentin der Grünen-Fraktion.
2020 wurde Bänziger in den Gemeinderat (Exekutive) von Binningen gewählt, wo sie den Geschäftskreis Bildung verantwortet. Sie ist Schulratsmitglied der Primar-, Sekundar- und Musikschule sowie Mitglied der Baukommission Schulraumplanung.
Rahel Bänziger ist seit 2010 Mitglied des Landrats des Kantons Basel-Landschaft. Sie war von 2010 bis 2011 sowie von 2019 bis 2021 Mitglied der Justiz- und Sicherheitskommission. Von 2012 bis 2013 war sie Mitglied der Geschäftsprüfungskommission und von 2013 bis 2015 Mitglied der Umweltschutz- und Energiekommission. Von 2011 bis 2015 war sie Mitglied der interparlamentarischen Geschäftsprüfungskommission Universität Basel und von 2015 bis 2019 Mitglied der interparlamentarischen Geschäftsprüfungskommission Universitäts-Kinderspital beider Basel. Seit 2011 ist Rahel Bänziger Mitglied der Volkswirtschafts- und Gesundheitskommission, der sie von 2015 bis 2019 als Präsidentin vorstand. Aufgrund der Amtszeitbeschränkung im Baselbieter Landrat wird Rahel Bänziger bei den Landratswahlen 2023 nicht mehr antreten.
Rahel Bänziger ist Vorstandsmitglied der Grünen Baselland und Co-Präsidentin der Grünen Binningen. Sie ist Stiftungsrätin des Diakonat Bethesda und Verwaltungsrätin des Bethesda Spitals sowie Vorstandsmitglied des Fördervereins Universität Basel. Bis zu ihrem Rücktritt 2021 war Rahel Bänziger Präsidentin des Vereins Schutzverband der Bevölkerung um den Flughafen Basel-Mülhausen.